# Hafnarfjall

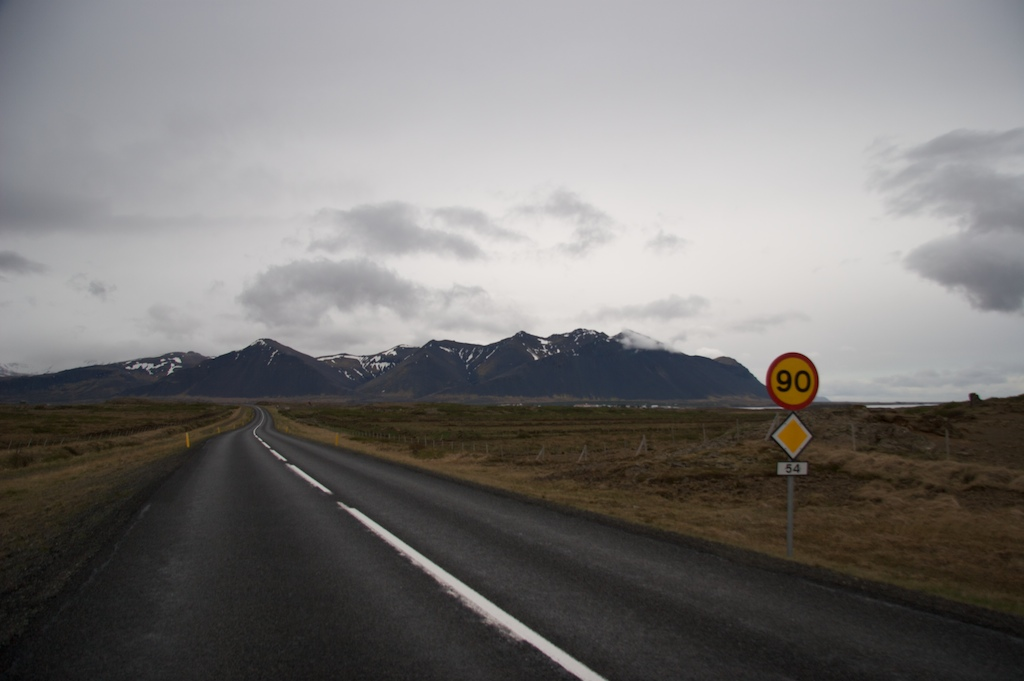
Hafnarfjall, gesehen aus Richtung Snæfellsnes von der Straße 54

Der Berg Hafnarfjall ist ein erkalteter Vulkan in Island. Er befindet sich am Borgarfjörður im Westen des Landes gegenüber der Stadt Borgarnes und gehört zum Gemeindegebiet von Borgarbyggð. Der Hafnarfjall ist 844 m hoch.
Auffallend an ihm sind die Erosionshänge vor allem in Richtung Nordwesten. Allerdings hat die isländische Forstverwaltung in den letzten Jahren erfolgreiche Anstrengungen gemacht, diese Hänge vor allem mit Strandhafer zu bepflanzen und damit zu befestigen. Der Berg besteht vor allem aus schwarzem Basalt, Teile von ihm auch aus Rhyolith, wie man an den in den Berg einschneidenden kleinen Schluchten erkennt.

## Granophyrintrusion: Flyðrur
Nicht weit von der Brücke über den Borgarfjörður erkennt man in den schwarzen Basalterosionshängen andersfarbige auf einen kleinen Fleck begrenzte Felsen. Diese haben in etwa die Form von Flundern und deshalb heißen sie auch so: Flyðrur. Bei ihnen handelt es sich um eine Intrusion aus Granophyr. Das erodierte Material unter ihnen hinterlässt eine auffallend helle Spur im schwarzen Geröll rundum.

## Der Zentralvulkan
Der Berg ist zusammen mit dem benachbarten höheren Gebirgsmassiv der Skarðsheiði Überrest eines großen Zentralvulkans, der vor etwa 5,5 bis 4 Millionen Jahren aktiv war. Dykes bezeugen die Entwicklung von Magmakammern.
Man unterscheidet vier verschiedene Ausbruchsphasen des Vulkans: die erste am Brekkufjall, die zweite am Hafnarfjall selbst, die dritte an der Skarðsheiði, die vierte am Heiðarhorn (Skarðsheiði).
Bei der ersten Phase wurde mehr basaltisches Material, in der zweiten intermediäres und schließlich rhyolithisches ausgeworfen. Während der dritten Phase kam es auch zur Produktion von Pyroklastischen Strömen, deren Spuren man u. a. bei Andakíll sehen kann als sehr eisenhaltigen und daher rötlichen Ignimbrit. Man vermutet, dass dabei basaltisches Magma in die mit rhyolithischem Magma gefüllte Kammer eindrang, eine Überhitzung hervorrief, sowie die Produktion und den Ausstoß des ignimbritischen Materials.
Beim Brekkufjall, einem vorgelagerten kleineren Berg in Andakíll bei Hvanneyri, der sich in östlicher Richtung an den Hafnarfjall anschließt, handelt es sich um einen erstarrten Lavasee mit späteren Intrusionen aus dem Zentralvulkan.

## Verkehrshindernis
Der Hafnarfjall kann sich bisweilen zum Verkehrshindernis entwickeln, wenn vor allem im Winter die gefürchteten Fallwinde vom Berg herunter auf die unterhalb von ihm verlaufende Ringstraße treffen und dort manchmal sogar Autos von der Straße fegen. Windgeschwindigkeiten von (in Böen) über 50 m/s misst man ab und zu, im Winter kommt es allerdings bisweilen auch bei Schneefall und Windgeschwindigkeiten von über 20 m/s vor, dass die Straße gesperrt werden muss.